# Hebba Christina Lejonancker
Hebba Christina Lejonancker, född 1746, död 1789, var en svensk författare, främst känd för en självbiografi om sina herrnhutiska upplevelser.

## Biografi
Hebba Christina Lejonancker föddes 1746. Hon var dotter till Johan Gustaf Gyllenhammar, kommendörkapten, och hans fru Elisabeth von Nieroth. 1772 gifte hon sig med Konteramiralen Fredrik Vilhelm Lejonancker. Tillsammans fick de sju barn. Tre av dessa barn överlevde till vuxen ålder. Familjen blev troende herrnhutister.
När hon upptogs i den herrnhutiska församlingen 1774 författade hon en självbiografi. Den är en i raden av många herrnhutiska självbiografier från 1700-talet i Sverige, och är en av de mer konventionella. Den präglas av tankar om synd. Den har dock även skildringar av frälsning med ett erotiskt bildspråk.